# Подлипковский
Подлипковский — поселок в Киреевском районе Тульской области в составе Приупского сельского поселения.

## География
Находится в центральной части Тульской области на расстоянии приблизительно 13 км на запад-северо-запад по прямой от города Киреевск, административного центра района.

## История
Как отдельный населенный пункт показан уже только на карте 1988 года.

## Население
Постоянное население составляло 30 человек (русские 90 %) в 2002 году, 0 в 2010.